# Tetraedro truncado
El tetraedro truncado es un sólido de Arquímedes que se obtiene truncando cada vértice de un tetraedro con lo que resultan 8 caras: 4 del tetraedro original que se convierten de triangulares a hexagonales y 4 nuevas que resultan de los vértices, en este caso triangulares. Es el poliedro menor de la familia de los sólidos de Arquímedes.
Un tetraedro truncado con una arista igual a a tiene un área:
{\displaystyle A=7{\sqrt {3}}a^{2}\approx 12.12435565a^{2}}
y un volumen:
{\displaystyle V={\frac {23}{12}}{\sqrt {2}}a^{3}\approx 2.710575995a^{3}.}

## Ejemplos

Giratoria tetraedro truncado
Tetraedro truncado (Matemateca IME-USP)